# Ksantin fosforiboziltransferaza
Ksantin fosforiboziltransferaza (EC 2.4.2.22, Xan fosforiboziltransferaza, ksantozin 5'-fosfat pirofosforilaza, ksantilatna pirofosforilaza, ksantilinska pirofosforilaza, XMP pirofosforilaza, 5-fosfo-alfa-D-riboza-1-difosfat:ksantin fosfo-D-riboziltransferaza, 9-(5-fosfo-beta-D-ribozil)ksantin:difosfat 5-fosfo-alfa--riboziltransferaza) je enzim sa sistematskim imenom XMP:difosfat 5-fosfo-alfa--riboziltransferaza. Ovaj enzim katalizuje sledeću hemijsku reakciju
 + difosfat {\displaystyle \rightleftharpoons } 5-fosfo-alfa-D-riboza 1-difosfat + ksantin

## Literatura
- Nicholas C. Price; Lewis Stevens (1999). Fundamentals of Enzymology: The Cell and Molecular Biology of Catalytic Proteins (Third изд.). USA: Oxford University Press. ISBN 019850229X.
- Eric J. Toone (2006). Advances in Enzymology and Related Areas of Molecular Biology, Protein Evolution (Volume 75 изд.). Wiley-Interscience. ISBN 0471205036.
- Branden C; Tooze J. Introduction to Protein Structure. New York, NY: Garland Publishing. ISBN 0-8153-2305-0.
- Irwin H. Segel. Enzyme Kinetics: Behavior and Analysis of Rapid Equilibrium and Steady-State Enzyme Systems (Book 44 изд.). Wiley Classics Library. ISBN 0471303097.
- William P. Jencks (1987). Catalysis in Chemistry and Enzymology. Dover Publications. ISBN 0486654605.

## Spoljašnje veze
- Xanthine+phosphoribosyltransferase на 